# Aphanocalyx ledermannii
Aphanocalyx ledermannii là một loài thực vật có hoa trong họ Đậu. Loài này được (Harms) Wieringa miêu tả khoa học đầu tiên.